# Kamil Filipec
Kamil Filipec (9. března 1873 Hustopeče nad Bečvou – 27. září 1957 Senohraby) byl český římskokatolický kněz, čestný kanovník Katedrální kapituly u sv. Štěpána v Litoměřicích.

## Život
Moravský rodák byl na kněze pro olomouckou arcidiecézi vysvěcen 5. července 1898 v Olomouci arcibiskupem Theodorem Kohnem. Působil v duchovní správě na různých místech olomoucké arcidiecéze, v letech 1911-1916 jako farář v Křišťanovicích, poté do roku 1920 ve Lhotě u Malenovic, v letech 1920-1930 v Hodslavicích a od roku 1930 jako administrátor a později jako farář ve farnosti Hlubočky u Olomouce. Do penze odešel k 1. září 1934. Poté se odstěhoval do Prahy, kde bydlel na Vinohradech. Za II. světové války (někdy mezi lety 1941–1943) odešel z Prahy do Sudet do litoměřické diecéze. Zde nejprve bydlel ve Svijanech u Turnova a od října 1946 se stal – navzdory pokročilému věku – duchovním správcem (administrator intercalaris) farnosti v Rychnově u Jablonce, kde působil nejspíše až do počátku roku 1952. Dne 24. listopadu 1951 byl jmenován čestným kanovníkem litoměřické katedrální kapituly, 18. prosince 1951 byl instalován v litoměřické katedrále spolu s Ferdinandem Kraupnerem. Sklonek života strávil v charitním domově pro kněze v Senohrabech u Prahy, kde také 27. září 1957 zemřel. Pohřben byl 2. října 1957 na vinohradském hřbitově v Praze.

## Spolupráce s komunistickým režimem
Neblaze proslul svou spoluprací s komunistickým totalitním režimem a jeho manifesty. Podepsal mezi prvními signatáři dokument Čeští a slovenští katolicí manifestují za dohodu se státem, který byl uveřejněn v Katolických novinách v roce 1949 a byl v rozporu s církví vedenou československými římskokatolickými biskupy.
Do Věstníku katolického duchovenstva v souvislosti s Akcí K z 13. na 14. dubna 1950, zaměřenou na likvidaci klášterů napsal: "My vlastenečtí kněží, hleďme napravit to, čím se odsouzení řeholníci provinili. Nyní tím, že budeme ostražití a tím více se přikloníme k naší milé vládě, která pro nás uzákonila tolik dobrého (státní plat)."